# Hylarana erythraea
Hylarana erythraea es una especie de anfibio anuro de la familia Ranidae.

## Distribución geográfica
Esta especie habita:
- en Vietnam;
- en Laos;
- en Camboya;
- en Tailandia;
- en Malasia peninsular en Malasia oriental;
- en Singapur;
- en Brunéi;
- en Indonesia en Java y Kalimantan.[3]

Se introdujo en Negros y Panay en Filipinas y Sulawesi en Indonesia.

## Descripción
Hylarana erythraea mide 78 mm para las hembras y 48 mm para los machos, los machos son más pequeños que las hembras. Su dorso varía de verde claro a verde oscuro, mientras que su vientre es blanquecino. Los pliegues dorsales son de color crema y algunas veces están bordeados con negro. Las extremidades son de color amarillento con rayas irregulares de color gris oscuro. Su piel es suave.

## Publicación original
- Schlegel, 1837 : Abbildungen neuer oder unvollständig bekannter Amphibien, nach der Natur oder dem Leben entworfen und mit einem erläuternden Texte begleitet. Arne and Co., Düsseldorf, p. 1-141[4]